# Doraemon no Quiz Boy 2
Doraemon no Quiz Boy 2 (ドラえもんのクイズボーイ2?, Doraemon no kuizu bōi 2) è un videogioco educativo pubblicato esclusivamente in Giappone dalla Epoch per Game Boy Color nel 2002. È ispirato al celebre manga Doraemon di Fujiko F. Fujio. Il videogioco permette al giocatore di rispondere ad alcune domande sui personaggi della serie. Il gioco, pensato per un pubblico molto giovane che conosce la serie, è il sequel di Doraemon no Quiz Boy.